# Булыгин, Владимир Яковлевич
Влади́мир Я́ковлевич Булы́гин (1789—1838) — первый профессор российской истории, географии, статистики Казанского университета.

## Биография
Происходил из бедной дворянской семьи, родился в Пензе в 1789 году. Среднее образование получил в Пензенской гимназии и в 1807 году был принят в Казанский университет — первым, кто был принят в него не из местной гимназии. В августе 1811 года он был утверждён в степени магистра исторических наук и политической экономии. 
Был помощником инспектора студентов Казанского университета (1812—1813 и 1814—1817) и помощником редактора (с апреля 1813) и цензором (с февраля 1816 по июнь 1819) «Казанских известий». 
В 1815 году не получил необходимого числа голосов для возведения его в степень адъюнкта всеобщей истории и только по представлении нового сочинения «Главные происшествия из истории мореплавания» в июле 1817 года был утверждён в этом звании и со следующего учебного года приступил к чтению лекций по русской географии; с 1820 года занял кафедру истории, статистики и географии российского государства (вместо уволенного Яковкина).
Также он преподавал на отделении нравственно-политических наук: в 1819—1822 годах — адъюнкт, в  1831—1838 годах — профессор политической экономии, статистики и дипломатики.
В мае 1822 года он был утверждён экстраординарным профессором, а в августе 1823 года — ординарным профессором Казанского университета.
В 1819—1825 годах он был секретарём цензурного комитета университета. С июля 1827 по июль 1828 года он находился в должности декана словесного отделения; с августа 1824 по июль 1825 года состоял деканом отделения нравственно-политических наук.